# Kerk van het Apostolisch Genootschap (Eindhoven)

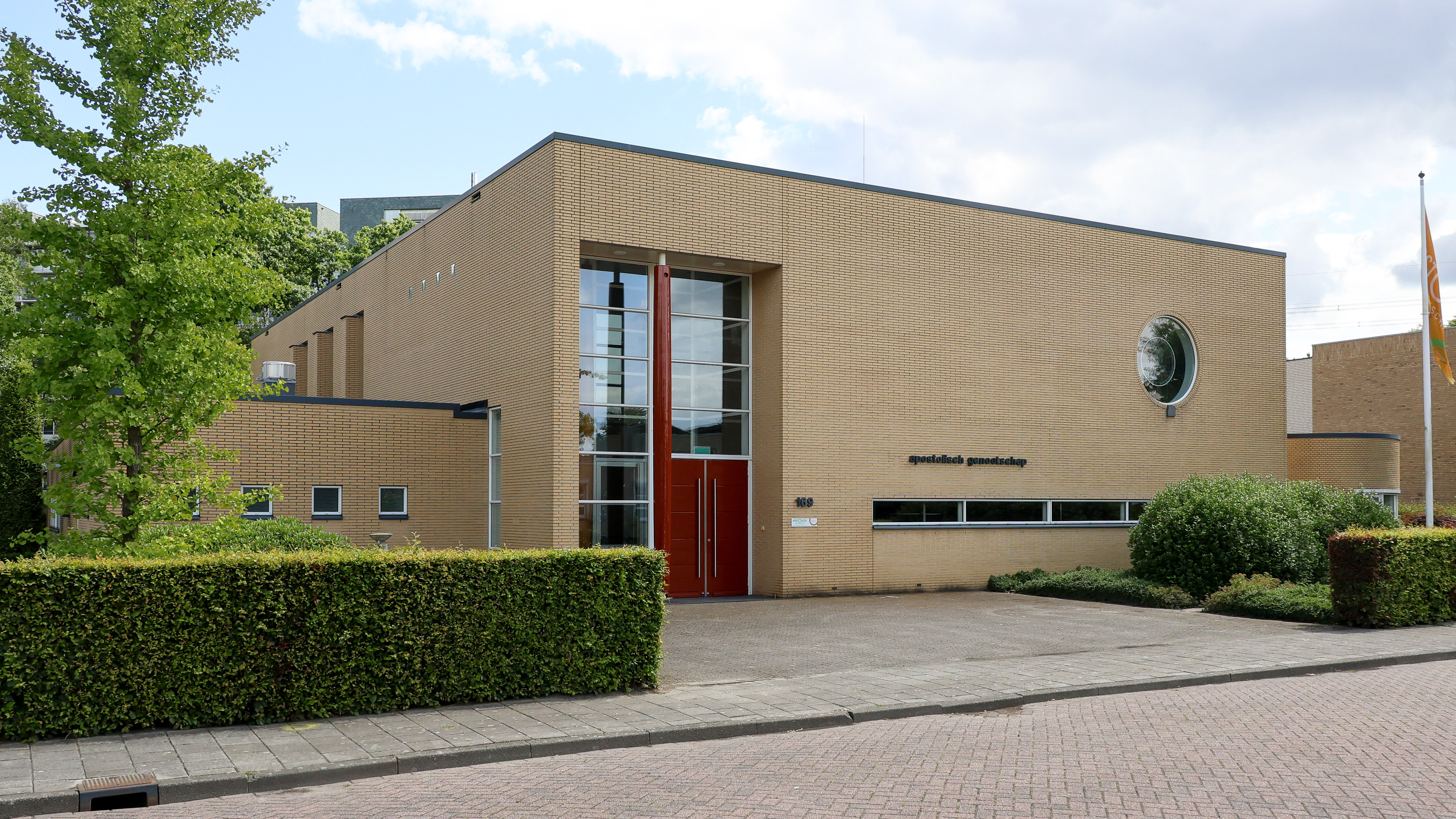
Kerk van het Apostolisch Genootschap, Weisshorn 169, Eindhoven

De Kerk van het Apostolisch Genootschap is een apostolisch kerkgebouw, gelegen in de Eindhovense buurt Driehoeksbos, aan Weisshorn 169.

## Geschiedenis
In 1957 betrokken de Apostolischen een kerkgebouw aan de Bergmanstraat 76. Dit was ontworpen naar ontwerp van B.A. Schinkel en in 1976 nog gerenoveerd. Het gebouw werd echter te klein en werd afgestoten. Dit kerkje kreeg een bestemming als atelier - en bedrijfsruimte.
Een nieuwe kerk werd gebouwd van 2002-2004 naar ontwerp van de Rotterdamse architect Eijkelenboom. Het is een in gele bakstenen uitgevoerd, doosvormig gebouw in de stijl van het naoorlogs modernisme.